# Kuntapalanahalli, Davanagere
Kuntapalanahalli là một làng thuộc tehsil Davanagere, huyện Davanagere, bang Karnataka, Ấn Độ.